# Карповщина (Владимирская область)
Карповщина — деревня в Киржачском районе Владимирской области, входит в состав Филипповского сельского поселения.  

## География
Деревня расположена в 19 км на юго-восток от центра поселения села Филипповское и в 28 км на юг от райцентра города Киржач.

## История
По данным на 1860 год деревня принадлежит княгине Ширинской-Шихматовой.
В конце XIX — начале XX века деревня входила в состав Финеевской волости Покровского уезда, с 1926 года — в составе Киржачской волости Александровского уезда. В 1859 году в деревне числилось 18 дворов, в 1905 году — 22 двора, в 1926 году — 28 дворов.
В XIX — начале XX века деревня относилась к Ильинскому церковному приходу. 
С 1929 года деревня входила в состав Песьяновского сельсовета Киржачского района, с 1940 года — в составе Кашинского сельсовета, с 1954 года — в составе Финеевского сельсовета, с 1971 года —  в составе Песьяновского сельсовета,  с 2005 года — в составе Филипповского сельского поселения.

## Население
| 1859 | 1905 | 1926 | 2002 | 2010 | 2021 |
| ---- | ---- | ---- | ---- | ---- | ---- |
| 110  | ↗122 | ↗139 | ↘3   | →3   | ↗5   |